# LTI TX1
LTI TX1 är en taxibil tillverkad av London Taxis International (LTI) mellan 1997 och 2002 och introducerades som ersättare för Austin FX4. Modellen använder en rak, 4-cylindrig dieselmotor från japanska Nissan. 2002 ersattes modellen av LTI TXII.

## Galleri

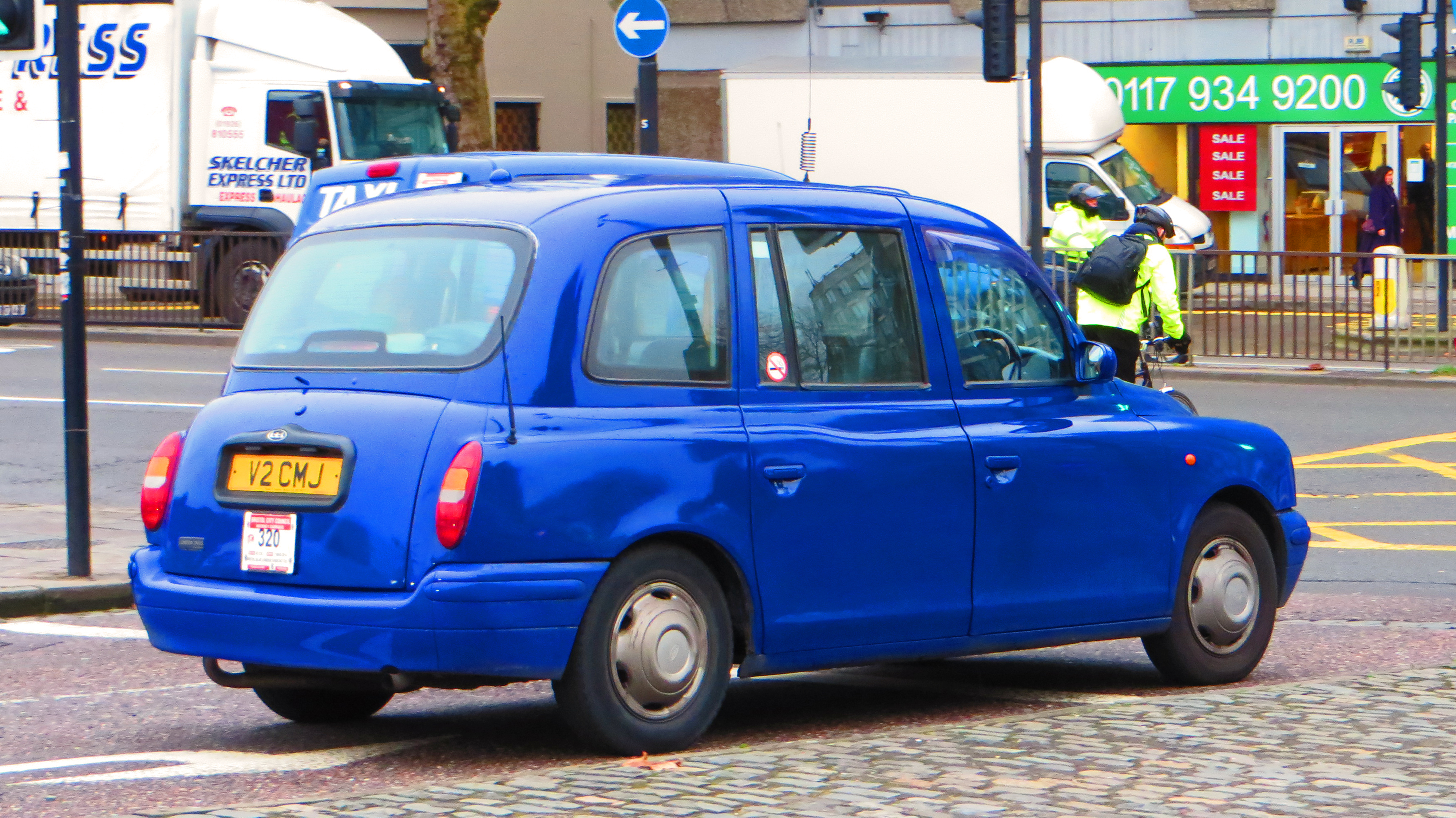
Bilens bakparti.